# Wilhelm Rüstow
Friedrich Wilhelm Rüstow, född 25 maj 1821 i Brandenburg an der Havel, död 14 augusti 1878 i Zürich, var en tysk militärskriftställare.
Han blev 1840 officer vid preussiska ingenjörkåren. Han tillvann sig snart anseende för kunskaper och duglighet och skulle säkerligen stigit ganska högt, om han inte gripits av demokratiska idéer och gett luft åt dessa i en 1850 utgiven skrift med titel Der deutsche Militärstaat vor und während der Revolution. Han häktades och dömdes för högförräderi till 31 års fästningsarrest, men flydde ur fängelset och fann en fristad i Schweiz. I Zürich, där han bosatte sig, ägnade han sig med stor framgång åt militärskriftställeri, höll krigsvetenskapliga föreläsningar vid universitetet, tjänstgjorde från 1853 som instruktör vid truppövningarna, utövade ett visst inflytande på ombildningen av Edsförbundets krigsmakt och blev 1857 major i Zürichs genistab.
Sommaren 1860 blev Rüstow generalstabschef hos Giuseppe Garibaldi, fick därefter befälet över sydarméns vänstra flygel och slog neapolitanerna vid Capua 19 september och vid Volturno 1 oktober. Då Garibaldi överlämnade konungariket Båda Sicilierna åt Viktor Emanuel, återvände Rüstow till Schweiz och ägnade sig på nytt åt skriftställeriet. Rüstow blev 1870 överste i ingenjörkåren. I harmen över att inte ha erhållit en lärarbefattning i militärvetenskaper vid Polytechnikum i Zürich och med anledning av ekonomiska bekymmer förkortade Rüstow sitt liv.

## Skrifter (urval)
- Geschichte der Infanterie
- Allgemeine Taktik
- Strategie und Taktik der neuesten Zeit
- Die Feldherrnkunst des neunzehnten Jahrhunderts (Det nittonde århundradets fältherrekonst, 1882-86)
- Über die Organisation der Heere
- Kriegspolitik und Kriegsgebrauch
- Die ersten Feldzüge Bonapartes in Italien und Deutschland
- Der Krieg von 1805 in Deutschland und Italien